# Ingrid Reichel
Ingrid Reichel (* 1961 in St. Pölten, Niederösterreich) ist eine österreichische bildende Künstlerin, Essayistin, Ausstellungskritikerin und Rezensentin.

## Leben
Ingrid Reichel wuchs in Kabul/Afghanistan und von 1967 bis 1981 in Paris/Frankreich auf. Seither lebt sie mit ihrer Familie in St. Pölten. 1991 erfolgten erste Ausstellungen ihres künstlerischen Werks. Sie setzt sich in ihrer Kunst mit gesellschaftspolitischen Themen auseinander, auf stilistischer Ebene mit Spiegelungen und Verzerrungen. In St. Pölten ist Ingrid Reichel kulturpolitisch aktiv und beschäftigt sich mit der Vermittlung von Kunst und Kultur an Kinder und Jugendliche. Seit 2005 schreibt sie Ausstellungskritiken, Essays, Rezensionen und Künstlerporträts. Sie ist Vorstandsmitglied der Literarischen Gesellschaft St. Pölten und arbeitet an deren Literaturzeitschrift »etcetera« mit.

## Ausstellungen
- 1998: Zyklus Nackte Gedanken, Museum für Frühgeschichte/Schloss Traismauer und Galerie Kleiner Bischofshof/Wien
- 1999: Reflections, Gruppenausstellungen
- 2000: Zyklus ZOOM, ORF-Landesstudio Niederösterreich, St. Pölten
- 2000: IM_PULS, Zahnarztkongress, Melk
- 2001: Zyklus TABU, Stadtmuseum St. Pölten
- 2002: Zyklus Geh.ende, Galerie fein.sinn, St. Pölten
- 2003: Zyklus isen formunge, Haus Kremayr, Museum Ybbsitz
- 2005: zart beseitigt, Plakatbilderserie, Ausstellung stock.WERK, St. Pölten, und Niederösterreichische Landesbibliothek
- 2007: high.matt.ade, Aktionsradius, Wien
- 2008: Zwischen Sein & Schein, 30 Meter Sonnenschein, Fassade des Stadtmuseums St. Pölten